# Ромат
«РОМАТ» — бывшая фармацевтическая компания, крупнейший в Казахстане холдинг, в состав которого входили три современных завода по производству медикаментов, биопрепаратов и полимерных изделий, научно-исследовательские работы по разработке противотуберкулезных и других препаратов, национальная дистрибьютерская сеть, с филиалами в 18 городах республики и Китае, прямые контракты с мировыми фармацевтическими лидерами, розничная сеть из 30 аптек в 5 городах Казахстана, численность сотрудников составляла 1200 человек. Основные направления деятельности компании «Ромат» были производство и сбыт лекарственных средств, оптово-розничная продажа медикаментов, предметов личной гигиены, детского питания, косметических средств.

## История компании
Фармацевтическая компания «Ромат» была основана в 1992 году как оптово-розничная структура. В городе Семипалатинске открылась первая частная аптека «Ромат». За короткий период «Ромат» превратился в крупнейший фармацевтический холдинг, построенный по принципу «вертикальной интеграции», в котором объединены все процессы от производства лекарственных средств до доставки потребителю конечного продукта. Основной вклад в развитие внес президент компании «Ромат» — Турарбек Ракиш.
В 1997 году был приобретён первый завод — завод медицинских препаратов в городе Семипалатинске, который был запущен в 2004 году.
В 1999 году в состав холдинга «Ромат» вошёл Павлодарский фармацевтический завод. А через два года собственностью компании стал завод по производству медицинских полимерных изделий. В 2006 году там была запущена первая в Казахстане камера газовой стерилизации медицинских изделий.
В 2016 году Павлодарским специализированным экономическим судом «Ромат» и «Павлодарский фармацевтический завод» были признаны банкротами.

### Продукция
Ассортимент выпускаемой продукции составлял около 150 наименований лекарственных средств, относящихся к различным терапевтическим группам. Это общеизвестные потребителям обезболивающие препараты, такие как Анальгин, противопростудные, Аспирин, Парацетамол, комплексный препарат Прополин С, сосудистые Атенолол, Каптоприл. А также лекарственные настойки боярышника, пустырника, пиона и многих других, а также гематоген с различными вкусовыми добавками.
 Также был налажен выпуск трехкомпонентных шприцев однократного применения. В 2006 году медицинский завод компании «Ромат» выпустил 75 миллионов шприцев.

## Награды
Начиная с 2001 года, 11 лет подряд, по итогам международного фестиваля-конкурса «Выбор года», компания «Ромат» ежегодно удостаивалась звания «Производитель Лекарственных Препаратов № 1 в Казахстане». В апреле 2002 года в Европейском Парламенте (Брюссель), компании Ромат был вручен приз Европейского Центра по Исследованию Рынков (EMRC). В 2008 году, компания Ромат была награждена премией Президента Республики Казахстан «Алтын Сапа». Дважды победитель в международном конкурсе «Фармацевтическое Созвездие» как «Лучшая Розничная Сеть».